# Pavellons i portes de la Finca Güell
Els pavellons i portes de la Finca Güell són una sèrie d'edificacions situades al districte de les Corts de Barcelona, obra d'Antoni Gaudí i construïdes entre 1884 i 1887. Els pavellons i la porta nord, situats a l'avinguda de Pedralbes, foren declarats monument històric-artístic el 1969. Les portes sud i est es troben al Campus de la Diagonal de la Universitat de Barcelona i estan catalogades com a bé cultural d'interès local.

## Història i descripció

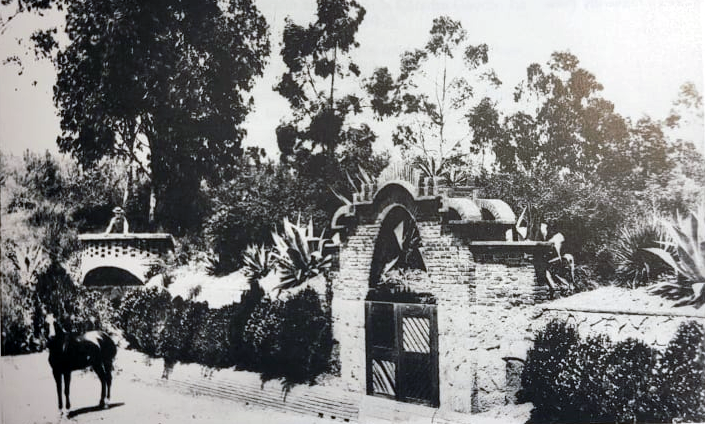
Picaria a l'aire lliure (desapareguda)

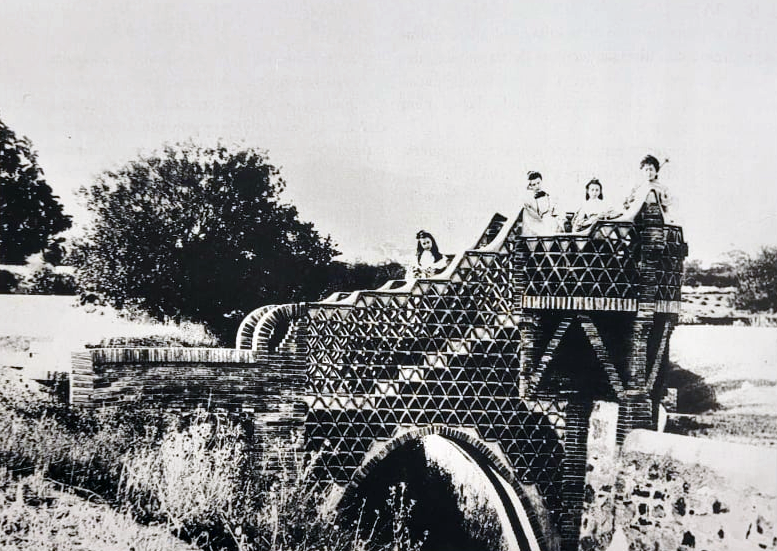
Glorieta del mur de tanca (desapareguda) amb les filles d'Eusebi Güell i la seva dama de companyia

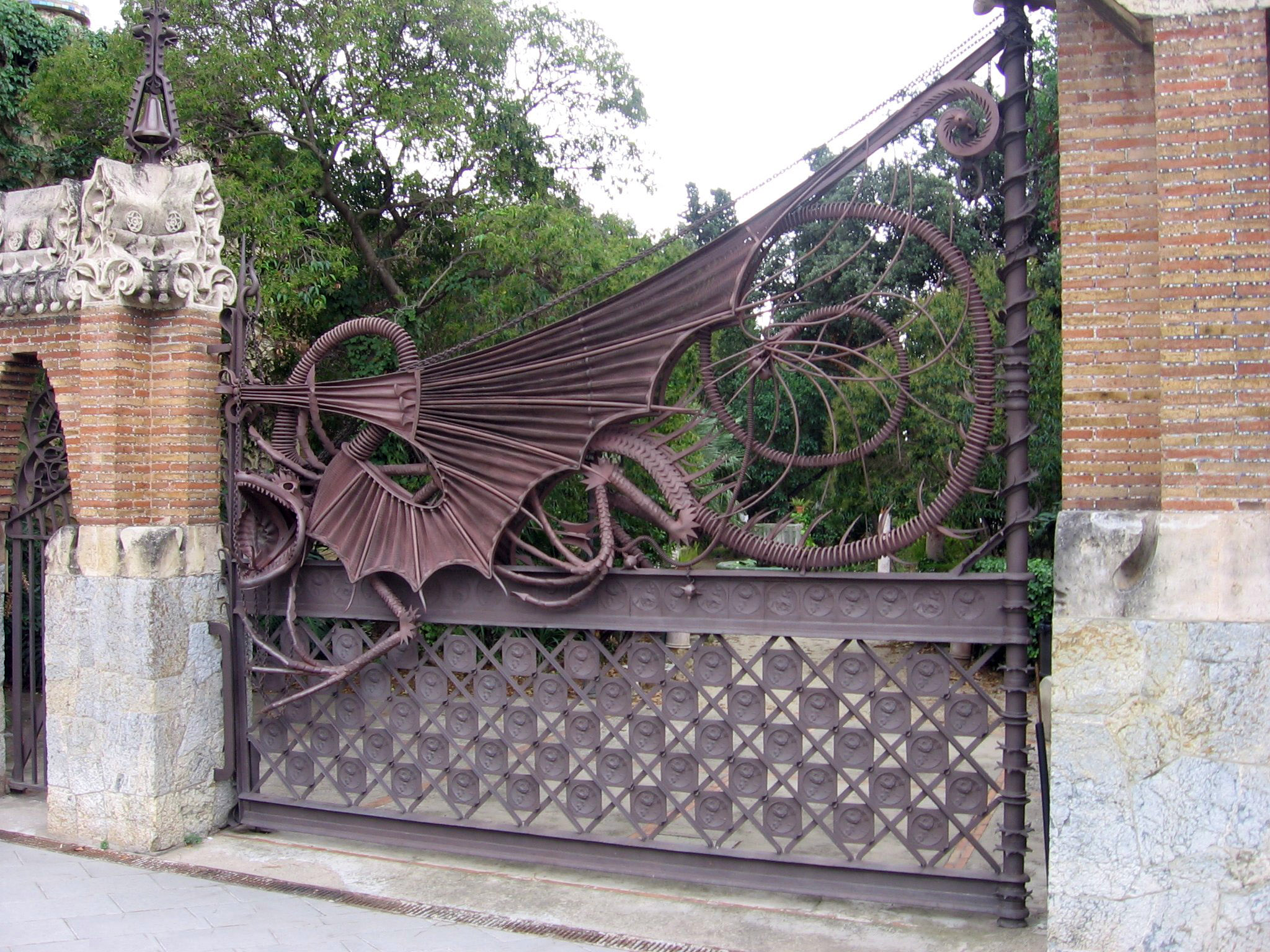
Reixa de la porta nord

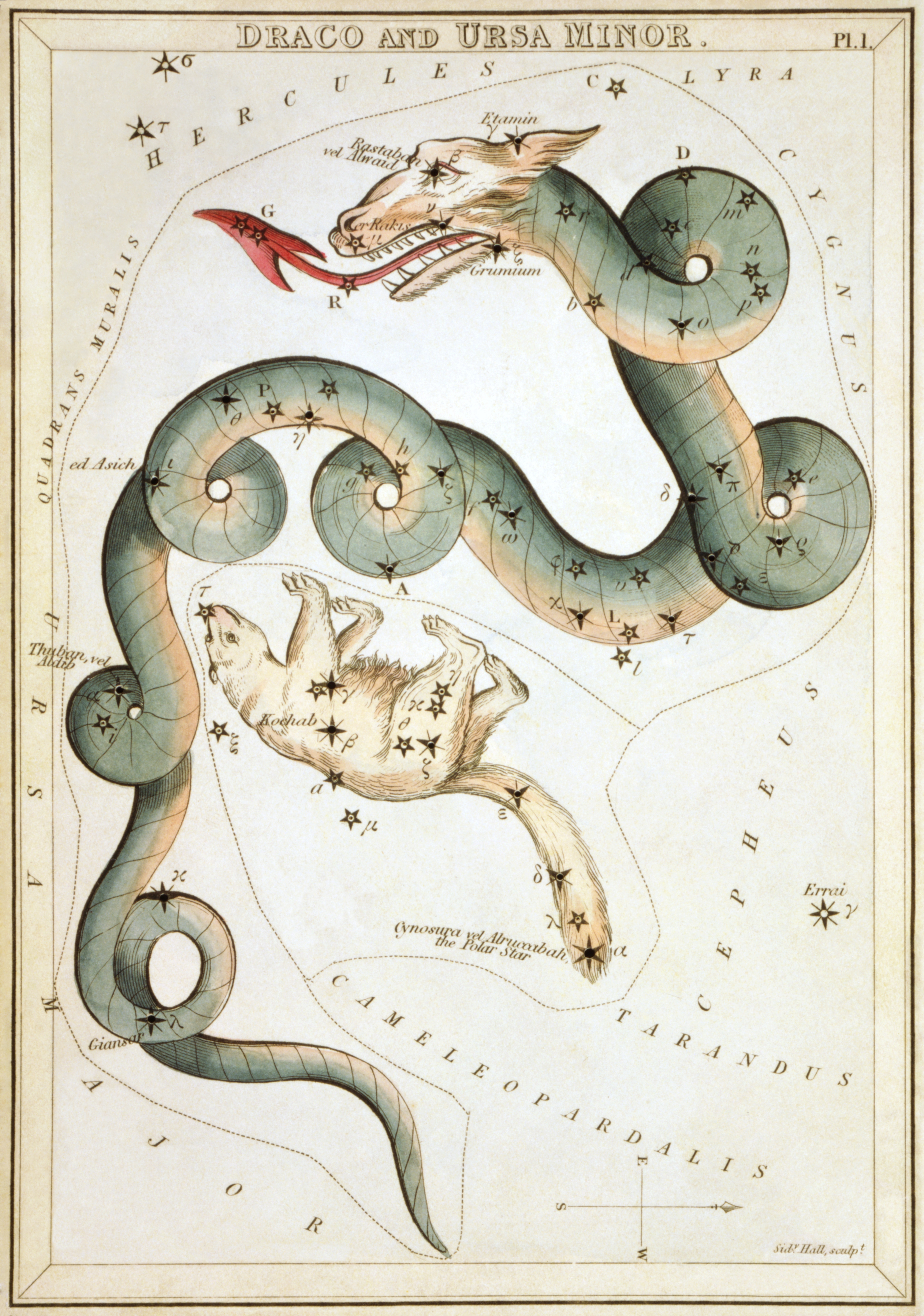
Constel·lacions del Dragó i de l'Óssa Menor

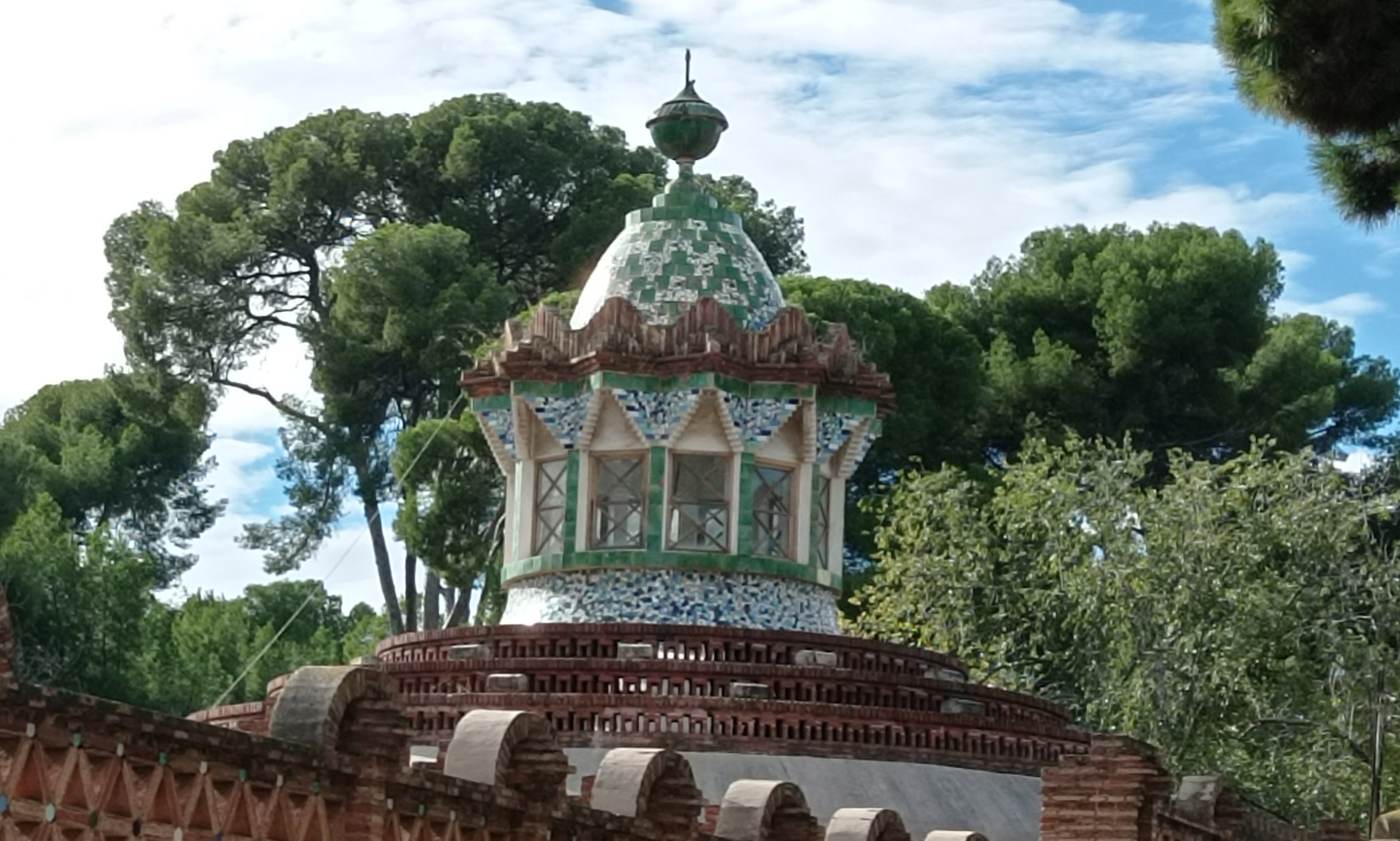
Templet dels pavellons

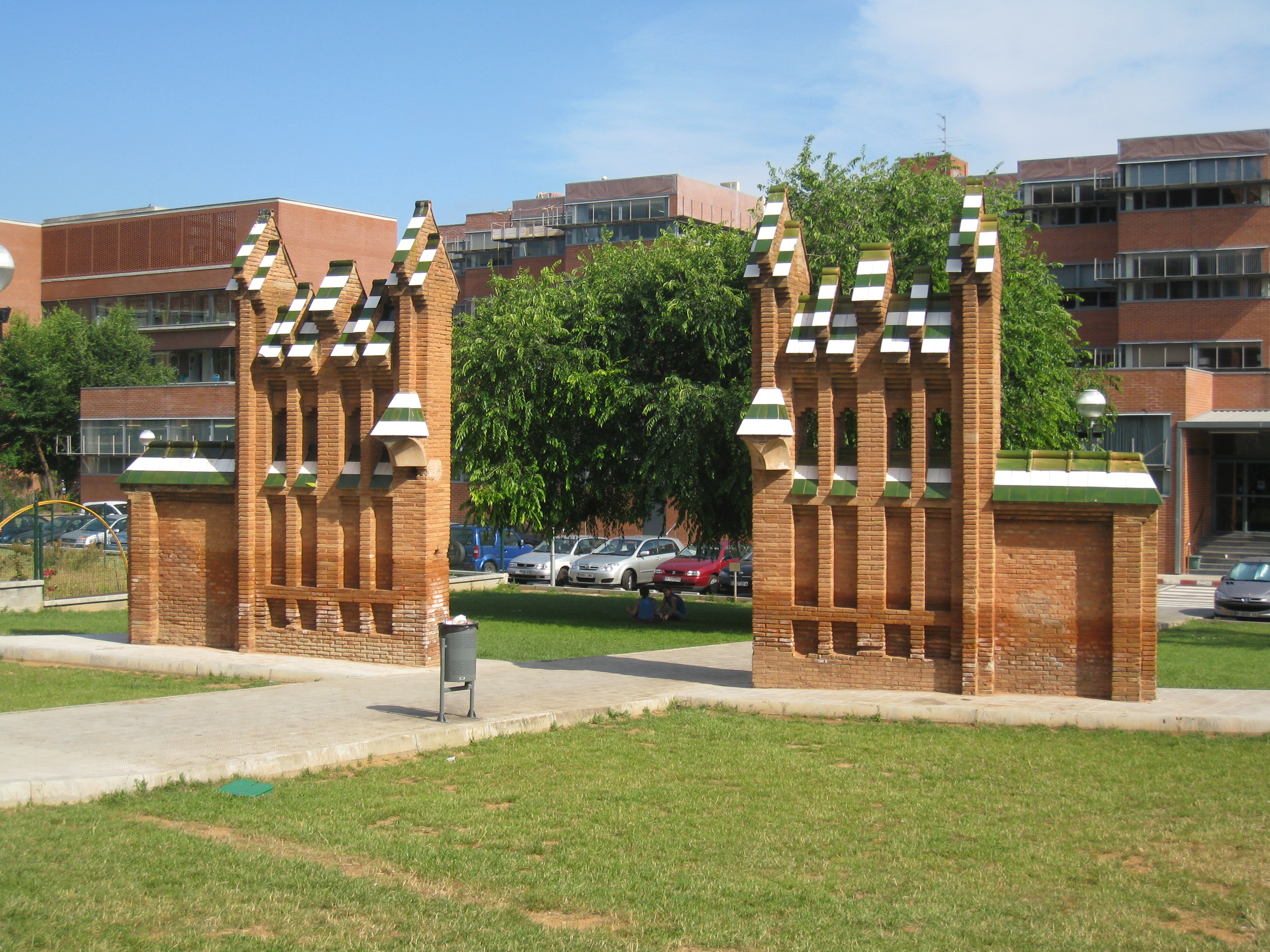
Porta sud, al costat de la Facultat de Biologia

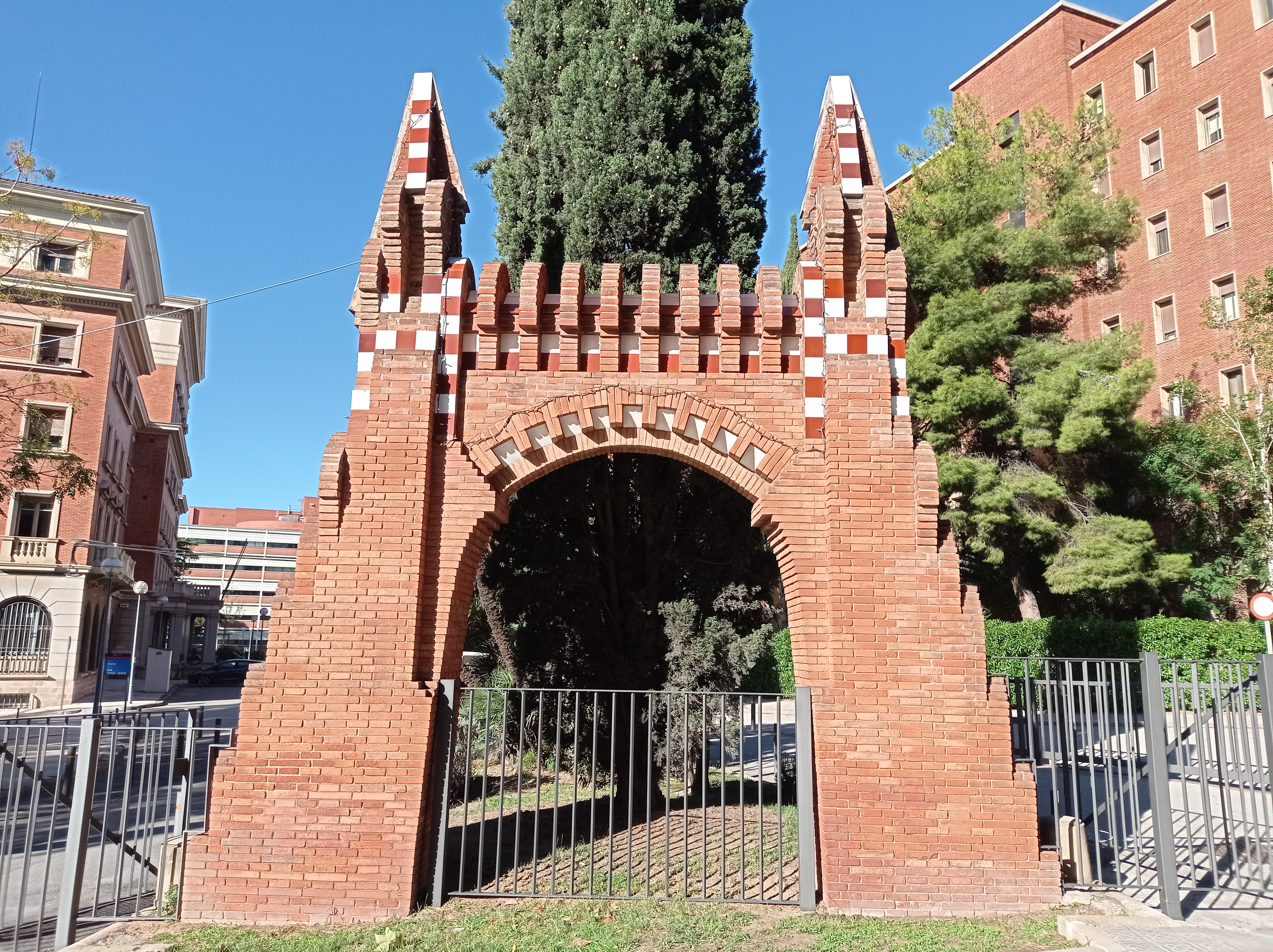
Porta est, al costat de la Facultat de Farmàcia

### Finca Güell
La relació entre Antoni Gaudí i el seu gran mecenes, l'industrial i polític Eusebi Güell i Bacigalupi (futur comte de Güell), es va iniciar l'any 1878, quan aquest va veure una vitrina que havia projectat per al comerciant de guants Esteve Comella a l'Exposició Universal de París. Aquell mateix any, li va encarregar el mobiliari de la capella-panteó neogòtica del palau de Sobrellano a Comillas per compte del seu sogre Antonio López y López, primer marquès de Comillas. L'autor fou l'arquitecte Joan Martorell i Montells, de qui Gaudí era col·laborador.
Güell tenia una gran finca a les Corts de Sarrià (més de 30.000 m²) i va encarregar-ne la reforma a Martorell, que convertí l'antiga masia de Can Custó en un palauet d'aire caribeny acompanyat d'una capella neogòtica, actualment desapareguda. Entre 1884 i 1887, Gaudí va projectar-ne el mur de tanca, els miradors, els pavellons de porteria i les portes d'accés, així com també una part dels jardins, on va dissenyar dues fonts i una pèrgola, i va plantar diversos tipus de plantes mediterrànies (pins, eucaliptus, palmeres, xiprers i magnòlies). Encara hi roman laFont d'Hèrcules, restaurada el 1983; conté un bust de l'heroi mitològic grec, sobre una pila amb l'escut de Catalunya i un canó amb forma de drac xinès.

### Porta nord i pavellons
La porta nord era l'accés principal de la finca i donava al camí particular (actualment passeig de Manuel Girona) que conduïa a la carretera de Sarrià. Gaudí hi va fer una obra d'aire oriental, que recorda a vegades l'art mudèjar. Realitzà el mur de maçoneria amb diverses portes, destacant la principal amb una reixa de ferro en forma de drac amb ulls de vidre (actualment desapareguts), que representaria Ladó, guardià del Jardí de les Hespèrides vençut per Hèrcules al seu onzè treball, i que, com a càstig pel robatori de les taronges, fou convertit per Hera en la constel·lació del Dragó. Aquest episodi fou narrat per Jacint Verdaguer al seu poema èpic L'Atlàntida, dedicat al seu mecenes Antonio López y López i on es pot percebre l'origen de la figura. A sobre del drac hi ha un taronger fet d'antimoni, al·lusiu també a les Hespèrides.
Els pavellons consten de cavallerissa, picaria i porteria: la cavallerissa és de base rectangular, coberta amb volta paredada amb forma de catenària; la picaria és de base quadrada, amb una cúpula de perfil hiperboloïdal, rematada per un templet; la porteria consta de tres petites edificacions, la central de planta poligonal i cúpula hiperbòlica, i altres dues més petites de planta cúbica. Les tres estan rematades per uns ventiladors en forma de xemeneies, recobertes de ceràmica. L'obra està feta amb maó vist de diverses tonalitats entre el vermell i el groc, i recoberta de cristall de colors; en certes seccions utilitzà també blocs prefabricats de formigó.
Després de la mort d'Eusebi Güell, la torre (batejada per Mossèn Cinto, amic de la família, com a «Torre Satalia») va ser convertida en residència reial pels arquitectes Eusebi Bona i Francesc de Paula Nebot entre 1921 i 1924, i els jardins van ser redissenyats per Nicolau Maria Rubió i Tudurí entre 1925 i 1927, a partir d'un projecte que integrava en un traçat geomètric gran part dels arbres ja existents, amb un estany i diversos elements decoratius, com ara la font de Gaudí, bancs de bambú, tres fonts lluminoses obra de Carles Buïgas, i diverses estàtues.
Amb l'obertura de l'avinguda Diagonal i la segregació dels terrenys del Palau Reial, la resta de la finca, reduïda ja a 14.000 m², va quedar dividida en dos trossos, i el 1956 fou adquirida per la junta d'obres de la Universitat de Barcelona, juntament amb els pavellons, que entre 1968 i 2008 foren la seu de la Càtedra Gaudí, institució de l'Escola Tècnica Superior d'Arquitectura de Barcelona dirigida per l'arquitecte Joan Bassegoda i Nonell.

### Portes sud i est
La porta sud es troba al mig de la plaça que comunica la Facultat de Biologia amb la de Ciències de la Terra, i fou restaurada el 1982. És de totxo massís i consta de dos cossos simètrics, recoberts amb rajoles de ceràmica vidriada de color blanc i verd, deixant entremig un espai equivalent a un cos i mig. La reixa de ferro forjat es conserva a la Casa Museu Gaudí del Parc Güell.
La porta est, que donava a la Riera Blanca, fou enderrocada per a la construcció de la Facultat de Farmàcia i traslladada el 1957 al seu emplaçament actual a l'avinguda de Joan XXIII, on presideix l'entrada a l'aparcament. Igual que la resta del mur i de les altres portes d'accés, és de maó i està emmarcada per dos pilars esgraonats acabats amb pinacles, units per un arc rebaixat sobre impostes i coronat per merlets de línies arrodonides. Pinacles i merlets es recobreixen amb sanefes verticals i horitzontals de rajoles de ceràmica vidriada, combinant els colors blanc i el marró. Formalment, s'acosta a una interpretació goticitzant, estil a què Gaudí va recórrer sovint, encara que mitjançant solucions originals realitzades amb materials de gran tradició en la construcció catalana.